# Mr. Children
Mr. Children (ミスターチルドレン Mistaa Chirudoren) é uma banda de j-rock (rock japonês), no entanto pode ser classificado como j-pop. Também conhecida pelos japoneses como  Misuchiru(ミスチル).
Formada em 1989 por Kazutoshi Sakurai (vocal e guitarra), Kenichi Tahara (guitarra), Keisuke Nakagawa (contra-baixo), Hideya Suzuki (bateria). Umas das bandas de mais sucesso no Japão, com vários singles já lançados e tendo vendido mais de 50 milhões de gravações..

## 1988 - 1992
A primeira formação do grupo foi formada em 1988. A banda foi originalmente chamada de "The Walls", influenciada pela banda "Echos", cujo vocalista Tsugi Jinsei, foi um ativista político, e por esse motivo, "The Walls" também tornou-se uma banda política. O baterista Hideya Suzuki não era da formação inicial e quando o original da 
"The Walls" saiu, a banda recrutou Suzuki, que era da mesma escola dos outros membros.
No final de 88, após enviarem uma fita "demo" para uma gravadora, que não gerou interesse, decidiram mudar o nome da banda durante uma conversa numa lanchonete. O grupo achou a palavra "children" com boa sonoridade, porém, não cabia à banda pela idade dos membros; decidiram então adicionar "Mr" antes da palavra. Assim surgia a "Mr. Children", uma banda com uma nova postura.
Em 91, após mudar de nome, a Mr. Children fez um teste num clube musical chamado La Mama, falhando no primeiro teste, mas passando num segundo para tocar no clube. Após tocar no La Mama, foram questionados sobre quererem tentar tocar como profissionais. Pensando nisso, a banda enviou 5 'demos' e todas falharam em despertar interesse nas gravadoras e decidiram tirar 3 meses de folga. Suzuki trabalhou como recepcionista em um hotel, enquanto Sakurai passou o período com seu pai, dono de uma empresa de construção civil.
Quando retornaram, gravaram uma sexta fita 'demo', que chamou a atenção da "Toy's Factory". A gravadora assinou com o grupo e então passaram a abrir shows para a banda de rock 'Jun Sky Walkers'. Foi durante esse tempo que foram apresentados à Takeshi Kobayashi, que atualmente é produtor e grande amigo da banda. Kobayashi era conhecido na indústria musical como músico compositor de Keisuki Kawata do "Southern All Stars" e Kyoto Koizumi.

## 1992 - 1994
Em 10 de maio, a Mr. Children lança seu primeiro álbum, chamado "Everything" quem representa o ponto inicial de uma longa jornada. Três meses depois, seu primeiro single "kimi ga Ita Natsu" foi lançado (21 de agosto). Após o lançamento do single, fizeram dus turnês do álbum, ambas entre 23 de outubro de 1992 e 5 de novembro do mesmo ano; A "92 Everything Tour", consistindo em 10 performances e a "92 Your Everything Tour", consistindo em doze performances. Para fechar o ano, a banda lança seu segundo álbum "Kind of love" e o segundo single "Dakishimetai" em 1 de dezembro 1992. "Dakishimetai" foi utililizada como tema da novela japonesa "Pure". Logo em seguida, uma nova tour chamada "92-93 Kind of Love Tour" iniciou-se e durou de 7 de dezembro até 25 de janeiro de 1993.

## Singles
|    | Data       | Título                                                                                  | Máxima Posição | Álbum                         |
| -- | ---------- | --------------------------------------------------------------------------------------- | -------------- | ----------------------------- |
| 1  | 21/08/1992 | Kimi ga ita natsu (君がいた夏)                                                          | 69             | Everything                    |
| 2  | 01/12/1992 | Dakishimetai (抱きしめたい)                                                             | 56             | Kind of Love                  |
| 3  | 01/07/1993 | Replay                                                                                  | 19             | Versus                        |
| 4  | 10/11/1993 | CROSS ROAD                                                                              | 6              | Atomic Heart                  |
| 5  | 01/06/1994 | innocent world                                                                          | 1              | Atomic Heart                  |
| 6  | 10/11/1994 | Tomorrow never knows                                                                    | 1              | Bolero                        |
| 7  | 12/12/1994 | everybody goes –Chitsujo no nai Gendai ni Drop-Kick- (-秩序のない現代にドロップキック-) | 1              | Bolero                        |
| 8  | 10/05/1995 | 【es】～Theme of es～                                                                   | 1              | Bolero                        |
| 9  | 10/08/1995 | See-Swa Game ~Yuukan na Koi no Uta~ (シーソーゲーム～勇敢な恋の歌～)                    | 1              | Bolero                        |
| 10 | 05/02/1996 | Na mo Naki Uta (名もなき詩)                                                             | 1              | 深海 (Shinkai)                |
| 11 | 10/04/1996 | hana ~Memento Mori~ (花－Memento-Mori－)                                                | 1              | 深海 (Shinkai)                |
| 12 | 08/08/1996 | Machine Gun wo Buppanase (マシンガンをぶっ放せ) -Mr.Children Bootleg-                   | 1              | 深海 (Shinkai)                |
| 13 | 05/02/1997 | Everything(It's you)                                                                    | 1              | Bolero                        |
| 14 | 11/02/1998 | Nishi eHigashi e (ニシエヒガシエ)                                                       | 1              | Discovery                     |
| 15 | 21/10/1998 | Owari Naki Tabi (終わりなき旅)                                                          | 1              | Discovery                     |
| 16 | 13/01/1999 | Hikari no Sasu Hō e (光の射す方へ)                                                      | 1              | Discovery                     |
| 17 | 12/05/1999 | I'LL BE                                                                                 | 1              | -                             |
| 18 | 13/01/2000 | Kuchibue (口笛)                                                                         | 1              | Q                             |
| 19 | 09/08/2000 | NOT FOUND                                                                               | 1              | Q                             |
| 20 | 21/08/2000 | Yasashii Uta (優しい歌)                                                                 | 1              | It's A Wonderful World        |
| 21 | 07/11/2000 | youthful days                                                                           | 1              | It's A Wonderful World        |
| 22 | 01/01/2002 | Kimi ga suki (君が好き)                                                                 | 1              | It's A Wonderful World        |
| 23 | 10/07/2002 | Any                                                                                     | 1              | シフクノオト (Shifuku no Oto) |
| 24 | 11/12/2002 | HERO                                                                                    | 1              | シフクノオト (Shifuku no Oto) |
| 25 | 19/11/2003 | Tenohira/Kurumi (掌/くるみ)                                                             | 1              | シフクノオト (Shifuku no Oto) |
| 26 | 26/05/2004 | Sign                                                                                    | 1              | I♥U (I LOVE YOU)              |
| 27 | 29/06/2005 | Four Dimensions (四次元（『未来』 『ランニングハイ』 『ヨーイドン』 『and I love you』) | 1              | I♥U (I LOVE YOU)              |
| 28 | 05/07/2006 | Hōkiboshi (箒星)                                                                        | 1              | Home                          |
| 29 | 15/11/2006 | Shirushi (しるし)                                                                       | 1              | Home                          |
| 30 | 24/01/2007 | Fake (フェイク)                                                                         | 1              | Home                          |
| 31 | 31/10/2007 | Tabidachi no Uta (旅立ちの唄)                                                           | 1              | Supermarket Fantasy           |
| 32 | 30/06/2008 | GIFT                                                                                    | 1              | Supermarket Fantasy           |
| 33 | 03/09/2008 | HANABI                                                                                  | 1              | Supermarket Fantasy           |
| 34 | 18/04/2012 | Inori ~Namida no Kidou (祈り 〜涙の軌道)/End of the day/pieces                          | 1              | [(an imitation) blood orange] |
| 35 | 19/11/2014 | Ashioto (足音) ~Be Strong                                                               | 2              | REFLECTION {Naked} / {Drip}   |

## Álbuns
|    | Data       | Nome                          | Tipo                         | Codigo                           | Máxima Posição |
| 1  | 05/10/1992 | Everything                    | CD                           | TFCC-88020                       | 25             |
| 2  | 01/12/1992 | KIND OF LOVE                  | CD                           | TFCC-88026                       | 13             |
| 3  | 01/09/1993 | Versus                        | CD                           | TFCC-88034                       | 3              |
| 4  | 01/09/1994 | Atomic Heart                  | CD                           | TFCC-88052                       | 1              |
| 5  | 24/06/1996 | 深海 (Shinkai)                | CD                           | TFCC-88077                       | 1              |
| 6  | 04/03/1997 | BOLERO                        | CD                           | TFCC-88099                       | 1              |
| 7  | 03/021999  | DISCOVERY                     | CD                           | TFCC-88137                       | 1              |
| 8  | 08/09/1999 | 1/42                          | CD                           | TFCC-88144                       | 1              |
| 9  | 27/09/2000 | Q                             | CD                           | TFCC-88166                       | 2              |
| 10 | 11/07/2001 | Mr.Children - 1992-1995       | CD                           | TFCC-88180                       | 1              |
| 11 | 11/07/2001 | Mr.Children - 1996-2000       | CD                           | TFCC-88181                       | 1              |
| 12 | 10/05/2002 | It's A Wonderful World        | CD                           | TFCC-86106                       | 1              |
| 13 | 07/04/2004 | シフクノオト (Shifuku no Oto) | CD+DVD CD                    | TFCC-86161                       | 1              |
| 14 | 21/09/2005 | I♥U (I LOVE YOU)              | CD                           | TFCC-86200                       | 1              |
| 15 | 14/03/2007 | HOME                          | CD+DVD CD                    | TFCC-86221                       | 1              |
| 16 | 10/05/2007 | B-SIDE                        | CD duplo                     | TFCC-86231                       | 1              |
| 17 | 10/12/2008 | Supermarket Fantasy           | CD+DVD CD                    | TFCC-86291 TFCC-86292            | 1              |
| 18 | 01/12/2010 | Sense                         | CD                           | TFCC-86341                       | 1              |
| 19 | 10/05/2012 | Mr.Children 2001-2005 <Micro> | CD+DVD CD                    | TFCC-86396 TFCC-86398            | 2              |
| 19 | 10/05/2012 | Mr.Children 2001-2005 <Macro> | CD+DVD CD                    | TFCC-86397 TFCC-86399            | 1              |
| 20 | 28/11/2012 | [(an imitation) blood orange] | CD+DVD CD                    | TFCC-86420 TFCC-86421            | 1              |
| 21 | 10/12/2014 | Reflection                    | CD+DVD CD CD+DVD+Memória USB | TFCC-86543 TFCC-86544 TFCC-86555 | 1              |

## Livros
Livros Oficiais:
- [es] Mr.Children in 370 DAYS (25 de Abril, 1995) ISBN 4-04-852567-0 C0076
- Mr.Children Everything 天才・桜井和寿 終わりなき音の冒険 (Mr.Children Everything -Tensai Sakurai Kazutoshi owarinaki oto no bouken-) (25 de Dezembro, 1996) ISBN 4-87233-308-X C0073
- Mr.Children詩集「優しい歌」 (Mr.Children song collection -Yasashii Uta-) (10 de Dezembro, 2001) ISBN 4-265-80100-5 C0092